# Cuphea carthagenensis
Cuphea carthagenensis là một loài thực vật có hoa trong họ Lythraceae. Loài này được (Jacq.) J.F.Macbr. mô tả khoa học đầu tiên năm 1930.

## Hình ảnh

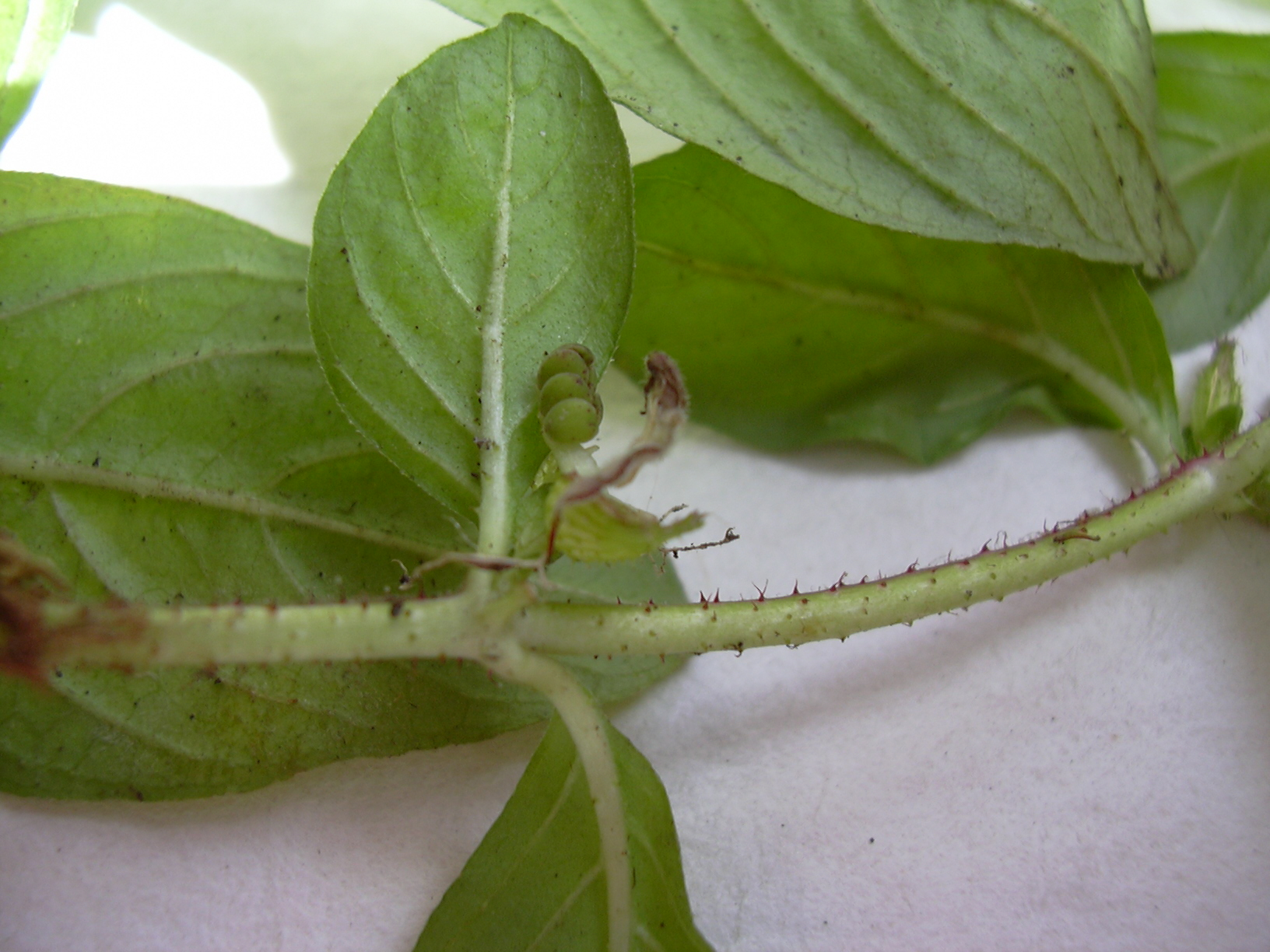
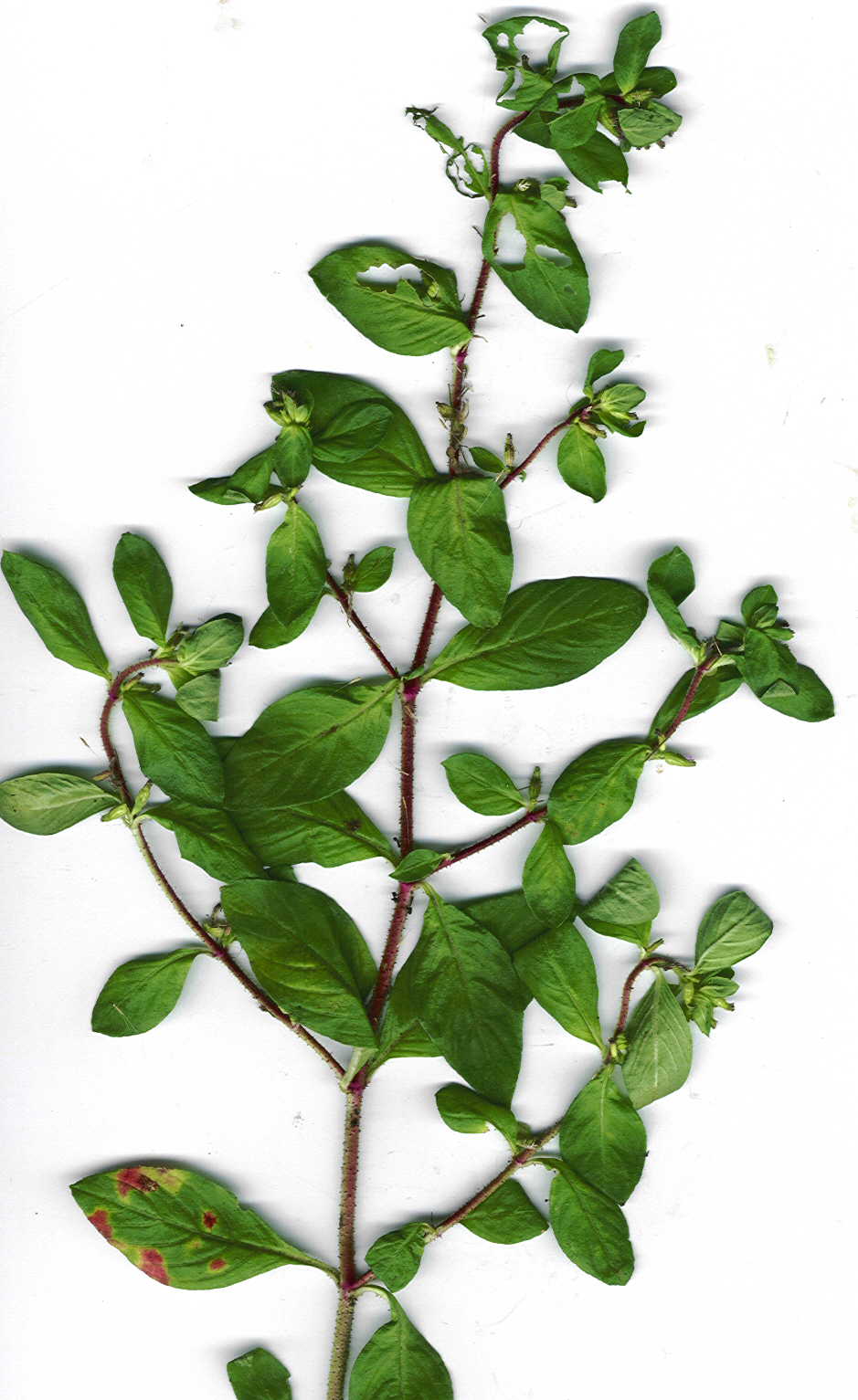
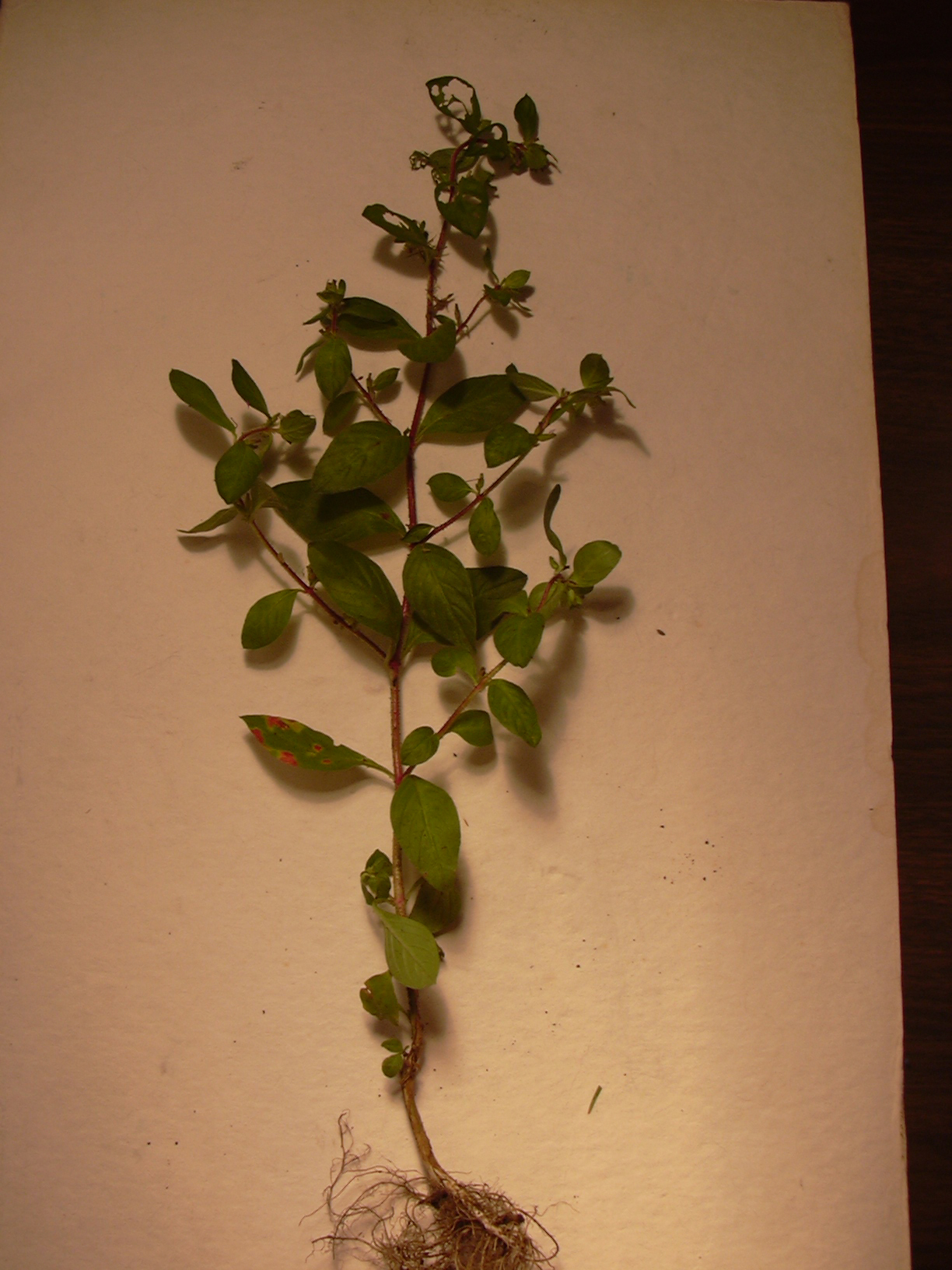
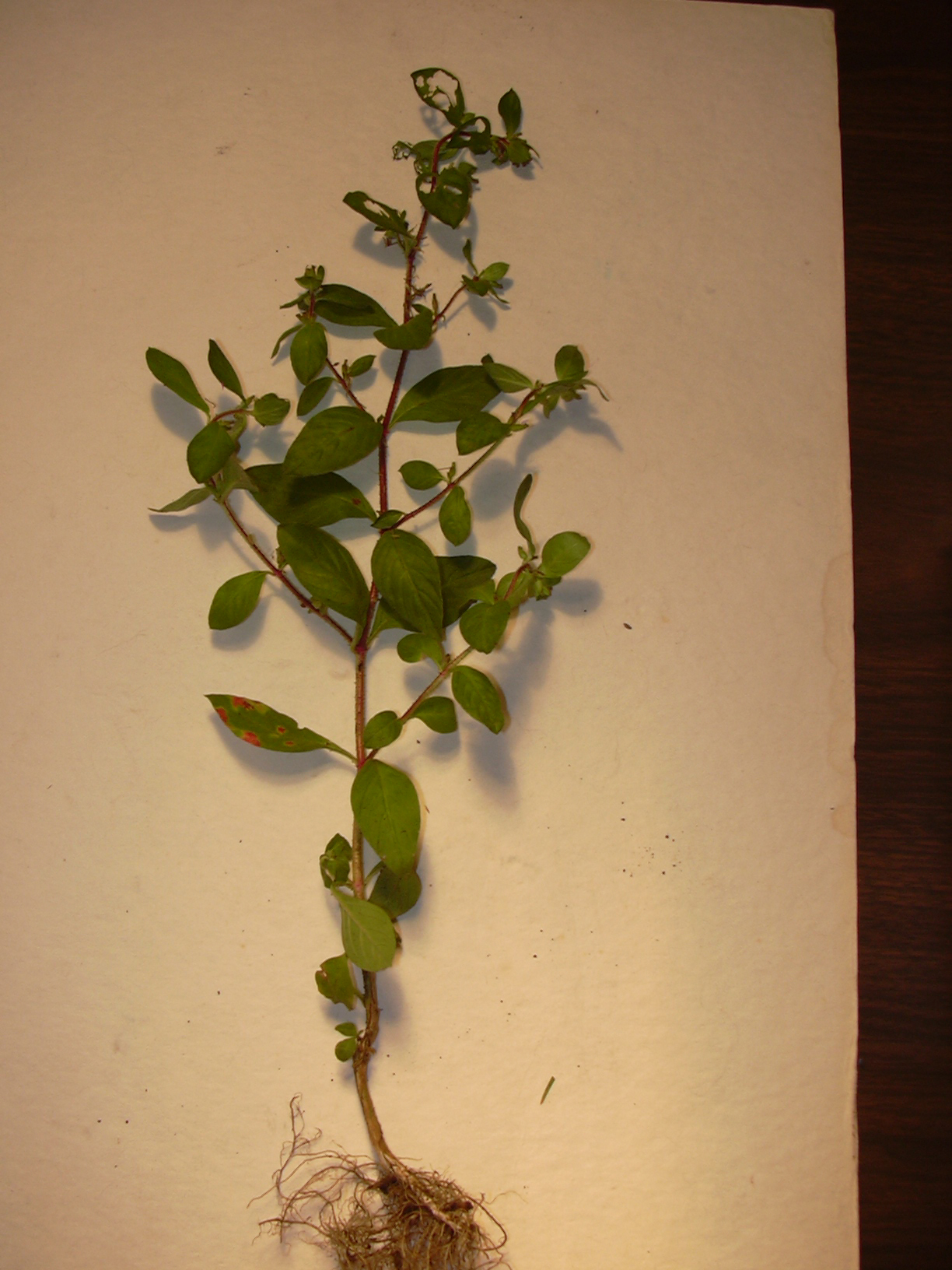